# Kem (přítok Bílého moře)
Kem (femininum; rusky Кемь; finsky Kemijoki, karelsky Kemijoki) je řeka na severu autonomní Karelské republiky v severozápadním Rusku. Je dlouhá 191 km. Povodí řeky je 27 700 km².

## Průběh toku
Za začátek řeky se bere její odtok z jezera Dolní Kujto. Protéká přes řadu jezer a mezi Chapjarvi a Julijarvi se jmenuje Ešanjoki. Překonává mnohé výškové stupně (Malvikija, Ostrovnoj, Podužemskij). Ústí do průlivu Západní Solovecká Salma v Bílém moři.

### Přítoky
- zprava – Čirka-Kem, Ochta
- zleva – Kepa, Šomba

## Vodní režim
Zdrojem vody jsou sněhové a dešťové srážky. Průměrný roční průtok vody ve vzdálenosti 18 km od ústí činí 275 m³/s. Zamrzá na začátku listopadu a rozmrzá v první polovině května.

## Využití
Řeka je splavná pro vodáky. Ve 20. století byla na řece zbudována kaskáda pěti vodních elektráren. Při ústí řeky leží historické město Kem.